# SG Zürich
SG Zürich, pełna nazwa Schachgesellschaft Zürich – szwajcarski klub szachowy z Zurychu, 25-krotny zwycięzca Nationalligi A, najstarszy klub szachowy na świecie.

## Historia
Klub został założony w 1809 roku przez Johanna Eschera, Sigmunda Spöndliego, Heinricha Maurera, Leonharda Zieglera oraz Carla i Heinrich Schulthessów. Pierwszym prezesem został Maurer. Klub uczestniczył w meczach korespondencyjnych. W 1889 roku zorganizował turniej Pfauen – pierwszy ogólnoszwajcarski turniej szwajcarski – oraz współzałożył Schweizerischer Schachverein. W 1893 roku klub zaczął prowadzić własną rubrykę szachową na łamach „Neuen Zürcher Zeitung”. W 1934 roku SG Zürich zorganizował turniej, w którym uczestniczyli m.in. Aleksandr Alechin, Emanuel Lasker, Max Euwe, Salomon Flohr, Aron Nimzowitsch, Jefim Bogolubow i Ossip Bernstein i z którego opublikowano książkę turniejową. W 1953 roku klub był współodpowiedzialny za organizację turnieju pretendentów. W tym samym roku SG Zürich zadebiutował w drużynowych mistrzostwach Szwajcarii, które wygrał. W roku 1959 zorganizowano turniej z okazji 150-lecia istnienia klubu, z udziałem m.in. Michaiła Tala, Svetozara Gligoricia, Bobby'ego Fischera i Paula Keresa. SG Zürich wystąpił w inauguracyjnym (1975/1976) sezonie Pucharu Europy, docierając wówczas do ćwierćfinału po wygranej z Maratonem Warszawa. W 2016 roku zespół zajął dziesiąte miejsce w Pucharze Europy.
Klub zdobył 25 tytułów mistrza kraju (1953–1954, 1956, 1958–1962, 1968–1969, 1971, 1973–1976, 1978, 1987, 1999, 2002–2003, 2005, 2008–2010, 2016). W drużynie występowali m.in. Christian Bauer, Lucas Brunner, Christian Gabriel, Werner Hug, Florian Jenni, Wiktor Korcznoj, Aleksandra Kostieniuk, Josef Kupper, Yannick Pelletier, Rolf Roth, Aleksiej Szyrow, Noël Studer, Artiom Timofiejew, Loek van Wely, Lothar Vogt i Edgar Walther.